# Relações entre Estados Unidos e Somália
As relações entre Estados Unidos e Somália  são as relações bilaterais entre a República Federal da Somália e os Estados Unidos da América. A Somália tem uma embaixada em Washington, D.C., enquanto os Estados Unidos são representados através de sua embaixada em Nairóbi, Quênia, devido à situação de segurança na Somália.

## História
Durante o final da década de 1970 e no inicio da década de 1980, o então governo socialista da Somália abandonou as alianças com seu antigo parceiro, a União Soviética, devido à repercussão da Guerra de Ogaden. Como a União Soviética possuía relações estreitas com o governo somali e com o Derg - o novo regime comunista da Etiópia, os soviéticos foram forçados a escolher um dos lados para se comprometerem. A mudança soviética em apoio à Etiópia motivou o governo de Siad Barre a buscar aliados em outros lugares. Acabou por se estabelecer com o rival da União Soviética na Guerra Fria, os Estados Unidos. Os Estados Unidos estavam cortejando o governo somali há algum tempo por conta da posição estratégica da Somália na entrada de Bab el Mandeb para o Mar Vermelho e o Canal de Suez. A amizade inicial da Somália com a União Soviética e o posterior apoio militar dos Estados Unidos permitiram-lhe construir o maior exército do continente.

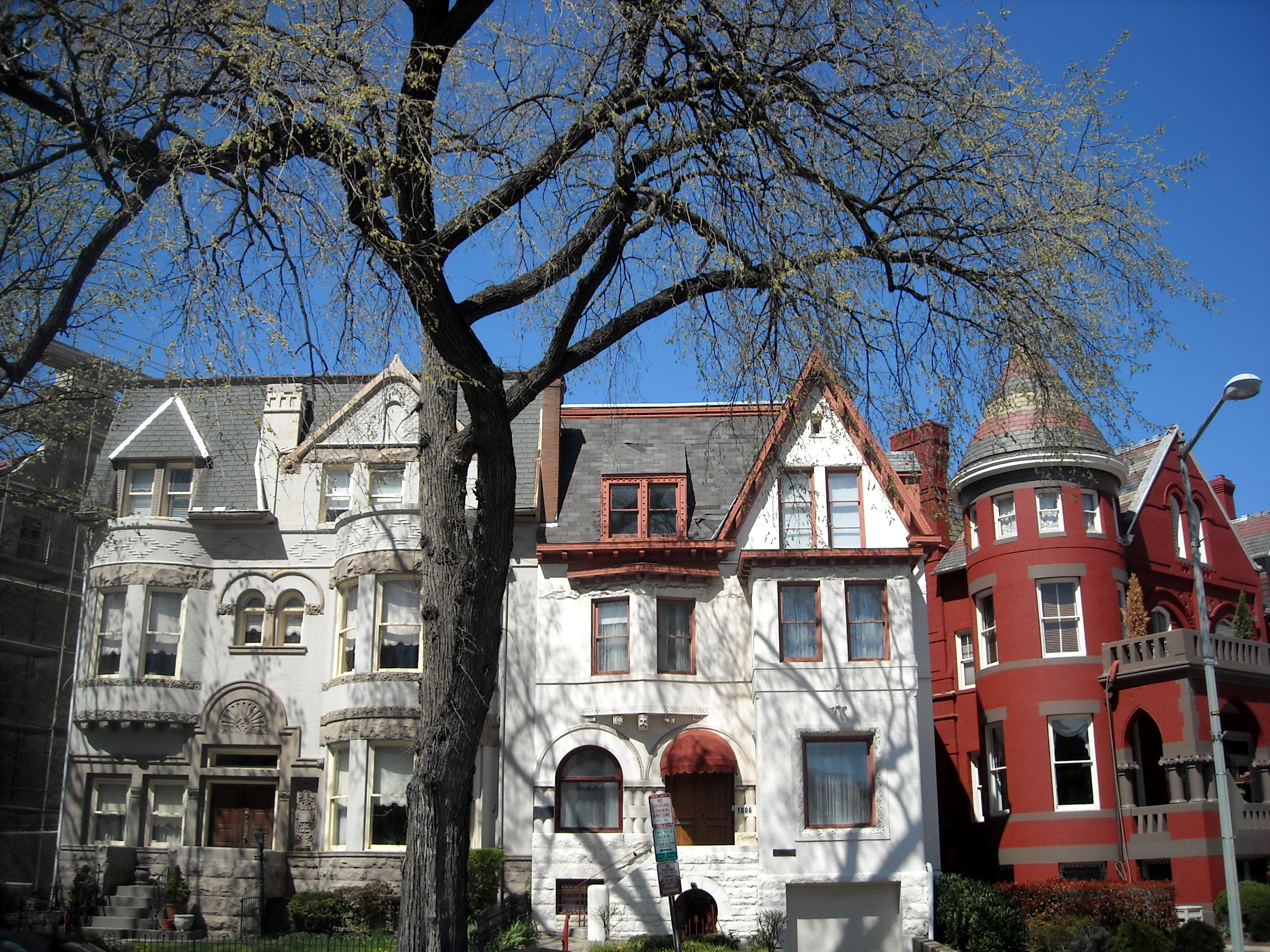
Antiga embaixada da Somália em Washington, D.C..

Após o colapso do governo Barre e o começo da Guerra Civil Somali no início da década de 1990, a embaixada dos Estados Unidos em Mogadíscio foi evacuada e fechada. No entanto, o governo estadunidense nunca rompeu formalmente os laços diplomáticos com a Somália, liderando a força multinacional sancionada pelas Nações Unidas, Unified Task Force (UNITAF), no sul da Somália. Após o estabelecimento do Governo Federal de Transição em 2004, os Estados Unidos também reconheceram e apoiaram o Governo Federal de Transição reconhecido internacionalmente como o órgão governamental nacional do país. Também comprometeu-se com as administrações regionais da Somália, como Puntlândia e Somalilândia, para assegurar uma inclusão ampla no processo de paz.

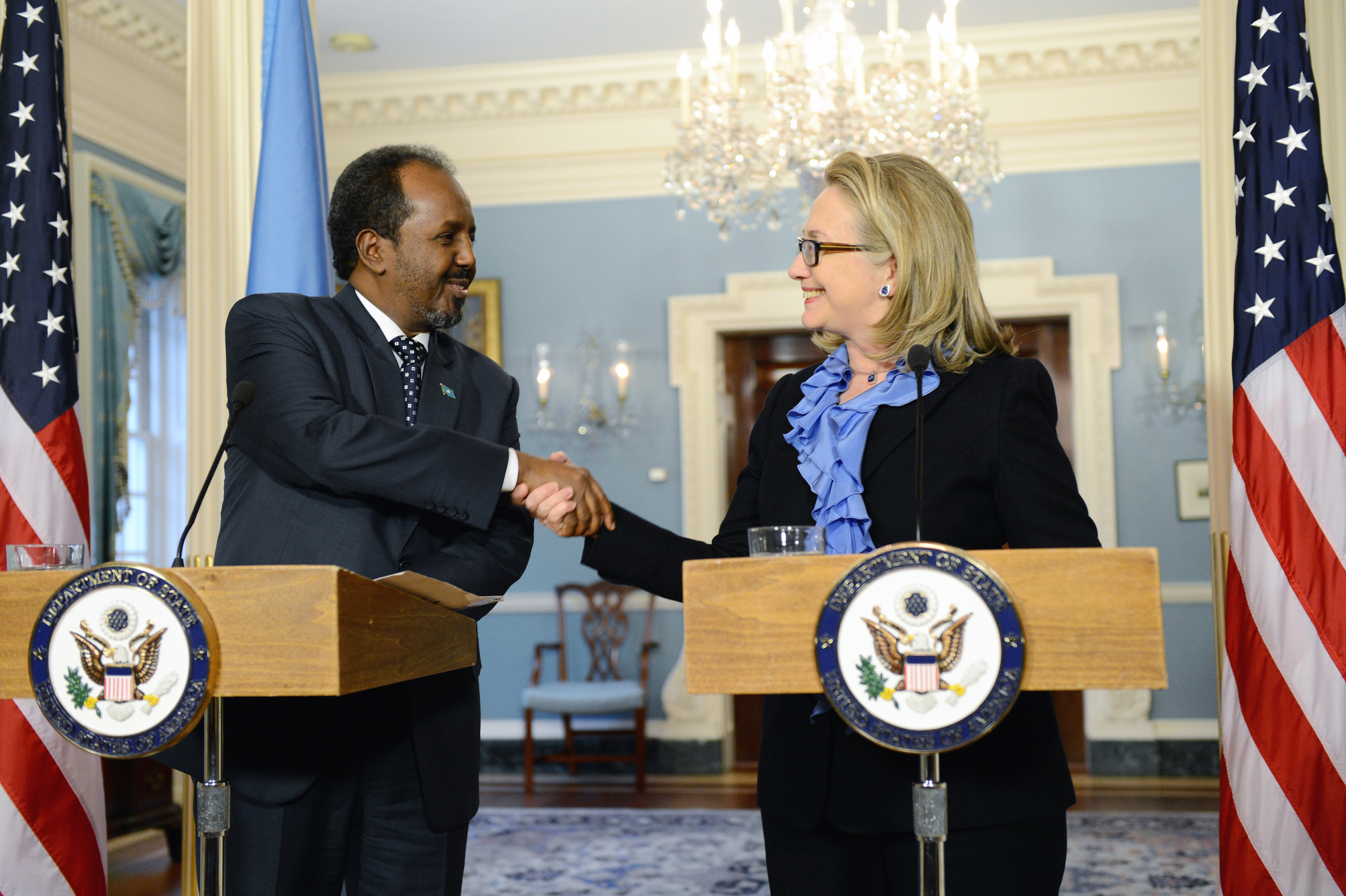
Presidente da Somália Hassan Sheikh Mohamud com a Secretária de Estado dos EUA Hillary Clinton, no Departamento de Estado (janeiro de 2013).

O Governo Federal da Somália foi estabelecido em 20 de agosto de 2012, em simultâneo com o fim do mandato provisório do Governo Federal de Transição.   Representou o primeiro governo central permanente no país desde o começo da guerra civil.   Em 10 de setembro de 2012, o novo Parlamento Federal também elegeu Hassan Sheikh Mohamud como o presidente interino da Somália. A eleição foi bem recebida pelas autoridades dos Estados Unidos, que reafirmaram o apoio contínuo dos Estados Unidos ao governo da Somália, sua integridade territorial e sua soberania. 
Em janeiro de 2013, os Estados Unidos anunciaram que estavam dispostos a trocar notas diplomáticas com o novo governo central da Somália, restabelecendo os laços oficiais com o país pela primeira vez em vinte anos. De acordo com o Departamento de Estado, a decisão foi tomada em reconhecimento dos progressos significativos que as autoridades somalis realizaram tanto nas frentes políticas como de guerra. Espera-se que o movimento conceda ao governo somali acesso as novas fontes de fundos de desenvolvimento das agências estadunidenses, bem como organismos internacionais como o Fundo Monetário Internacional e o Banco Mundial, facilitando assim o processo de reconstrução em curso.

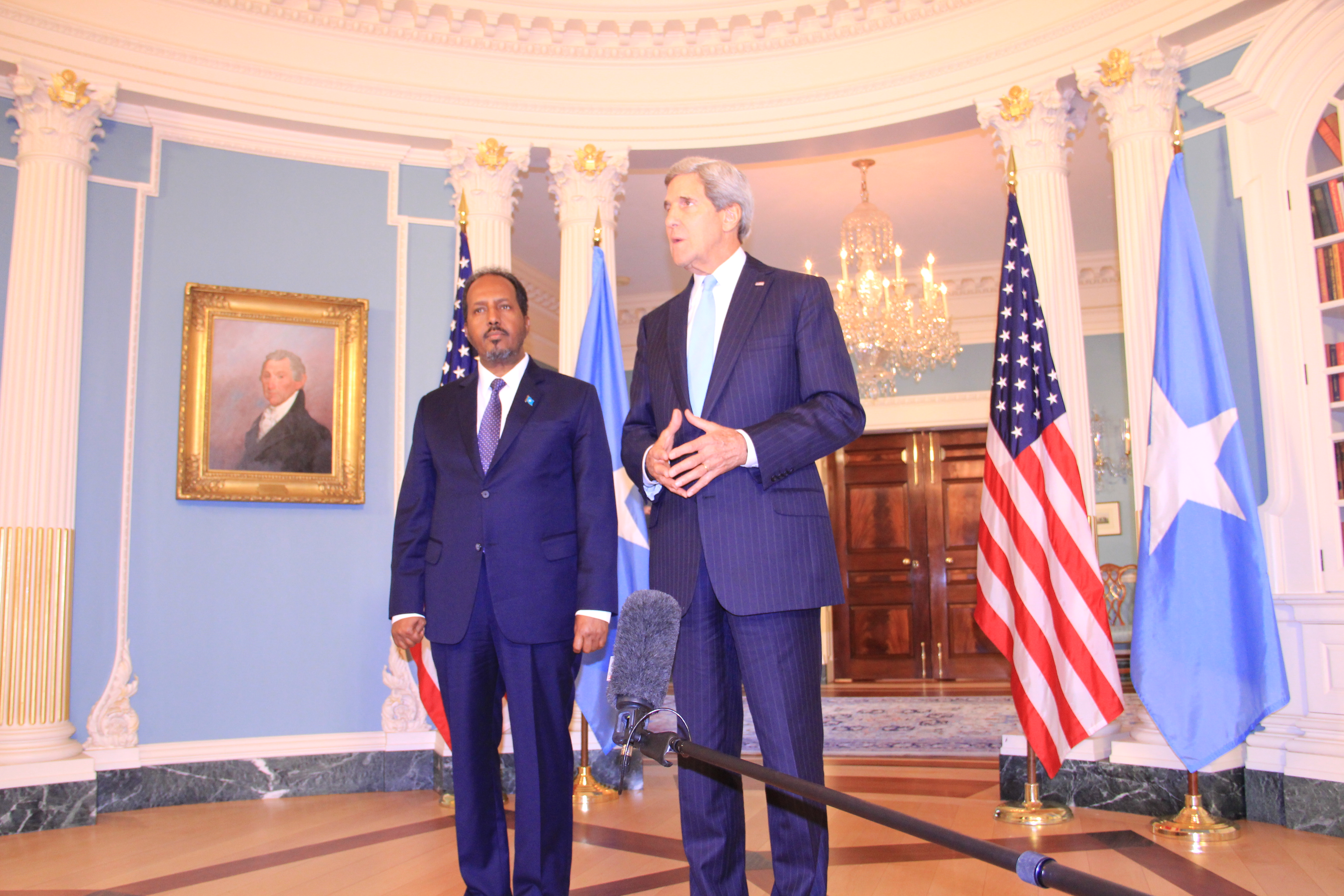
Presidente da Somália, Hassan Sheikh Mohamud, com o Secretário de Estado dos EUA John Kerry no Departamento de Estado (setembro de 2013).

O Conselho de Segurança das Nações Unidas aprovou por unanimidade a Resolução 2093 durante a sua reunião de 6 de março de 2013, a fim de suspender o embargo de armas de 21 anos contra a Somália, a pedido dos governos federais da Somália e dos Estados Unidos. O endosso suspende oficialmente a proibição de compra de armas ligeiras por um período provisório de um ano, mas mantém certas restrições sobre a obtenção de armas pesadas, como mísseis terra-ar, obuses e canhões.  Em 9 de abril de 2013, o governo dos Estados Unidos também aprovou o fornecimento de artigos e serviços de defesa pelas autoridades estadunidenses ao Governo Federal da Somália.  A pedido das autoridades somalis e da AMISOM, os militares estadunidenses também estabeleceram no final de 2013 uma pequena equipe de conselheiros em Mogadíscio para prestar apoio consultivo e de planejamento às forças aliadas.
Em 5 de maio de 2015, o presidente Hassan Sheikh Mohamud, o primeiro-ministro Omar Abdirashid Ali Sharmarke e outros altos funcionários do governo da Somália se reuniram com o secretário de Estado dos Estados Unidos John Kerry em Mogadíscio. A reunião bilateral foi a primeira visita realizada à Somália por um secretário de Estado dos Estados Unidos.  Serviu como um símbolo da melhoria da situação política e de segurança no país. 

## Comércio e parcerias
Os Estados Unidos continuaram a ser um dos principais fornecedores de armamentos para o Exército Nacional da Somália. Em junho de 2009, o Exército Nacional da Somália reconstituído recebeu 40 toneladas de armas e munições do governo dos Estados Unidos para auxiliá-lo a combater a insurgência islâmica no sul da Somália. O governo dos Estados Unidos também prometeu mais equipamentos militares e recursos materiais para ajudar as autoridades somalis a reforçar a segurança geral.
Além disso, os dois países se envolvem em pequenos negócios e investimentos. Os Estados Unidos exportam leguminosas, itens relacionados com cozimento de grãos e doaram produtos e máquinas à Somália. A Somália, por sua vez, exporta pedras preciosas e remessas de baixo valor para os Estados Unidos. 